# Zonnebloem (Rocco Granata)
Zonnebloem is een single van Rocco Granata. Het was het tweede kleine succes van 1974 voor de zanger. De plaat was niet afkomstig van een langspeelplaat maar werd later wel op enkele verzamelalbums uitgebracht. De B-zijde Copacabana was afkomstig van zijn in 1973 uitgebrachte album Ik ben een gastarbeider.
Het plaatje haalde net als zijn voorganger amper de Belgische hitparade.

## Hitnotering

### BelgischeBRT Top 30
| Hitnotering: 18-5-1974 t/m 24-5-1974 | Hitnotering: 18-5-1974 t/m 24-5-1974 | Hitnotering: 18-5-1974 t/m 24-5-1974 |
| Week:                                | 1                                    |                                      |
| ------------------------------------ | ------------------------------------ | ------------------------------------ |
| Positie:                             | 30                                   | uit                                  |